# Ruedi Aeschbacher
Pour les articles homonymes, voir Aeschbacher.
Rudolf « Ruedi » Aeschbacher, né le 15 septembre 1941 à Saint-Gall (originaire de Zurich et de Trachselwald), est une personnalité politique suisse, membre du Parti évangélique suisse (PEV).

## Biographie
Rudolf Aeschbacher naît le 15 septembre 1941 à Saint-Gall. Il est originaire de Zurich et de Trachselwald, dans le canton de Berne.
l est le fils d'un ouvrier des chemins de fer. De ce fait, il passe son enfance à Rorschach, Buchs (canton de Saint-Gall), Brugg et Zurich. Il étudie le droit et obtient un doctorat en 1969.
En avril 1978, il devient le premier membre du Parti évangélique suisse élu au conseil municipal de Zurich. Comme conseiller, il commence à se faire connaître dans le domaine des politiques de transport. Il est réélu conseiller à trois reprises et se retire en avril 1994. Il est élu au conseil cantonal de Zurich de mai 1995 à mars 2000.
Lors des élections de 1999, Ruedi Aeschbacher est élu conseiller national, le 6 décembre. Il est membre de la Commission des transports et des communications et de la Commission juridique du Conseil national. Après son retrait de la vie politique, le 30 mai 2010, son siège au Conseil national est repris par Maja Ingold, chef du département des affaires sociales de Winterthur,. D'avril 2000 à mars 2008, il est président du PPE. Heiner Studer lui succède à ce poste.
Dans l'armée suisse, Rudolf Aeschbacher a le grade de major.

## Positions politiques
Rudolf Aeschbacher milite pour le respect de l’État de droit et l’application correcte de la loi, ainsi que la protection de l’environnement et l'amélioration de la qualité de la vie. En 2008, il s'indigne que les subventions publiques accordées à l'Union des associations européennes de football (UEFA), à l'occasion du Championnat européen, s'élèvent à 180 millions de francs suisses, alors que l'UEFA est exonérée d'impôts, malgré des recettes de l'ordre d'un milliard de francs suisses. Il considère comme scandaleux que les contribuables paient pour les profits des entreprises privées contractant avec l'UEFA. Par ailleurs, il adhère aux valeurs défendues par le Parti populaire évangélique, s'opposant, notamment, au suicide médicalement assisté.

## Autres activités
Rudolf Aeschbacher est président de Mobilité piétonne, d'Aspo Birddlife Suisse! et des Trains historiques zurichois (ZMB). Il est aussi membre du comité central de Pro Natura.

## Famille
Rudolf Aeschbacher est marié. Son épouse Tina et lui ont deux enfants.